# Шлотгайм
Шлотгайм (нім. Schlotheim) — місто в Німеччині, розташоване в землі Тюрингія. Входить до складу району Унструт-Гайніх. Центр об'єднання громад Шлотгайм.
Площа — 22,31 км2. Населення становить Невірний параметр metadata 16 064 057 ос. (станом на 31 грудня 2021).